# Hagudi (przystanek kolejowy)
Hagudi – przystanek kolejowy w miejscowości Hagudi, w prowincji Raplamaa, w Estonii. Położony jest na linii Tallinn – Parnawa/Viljandi.

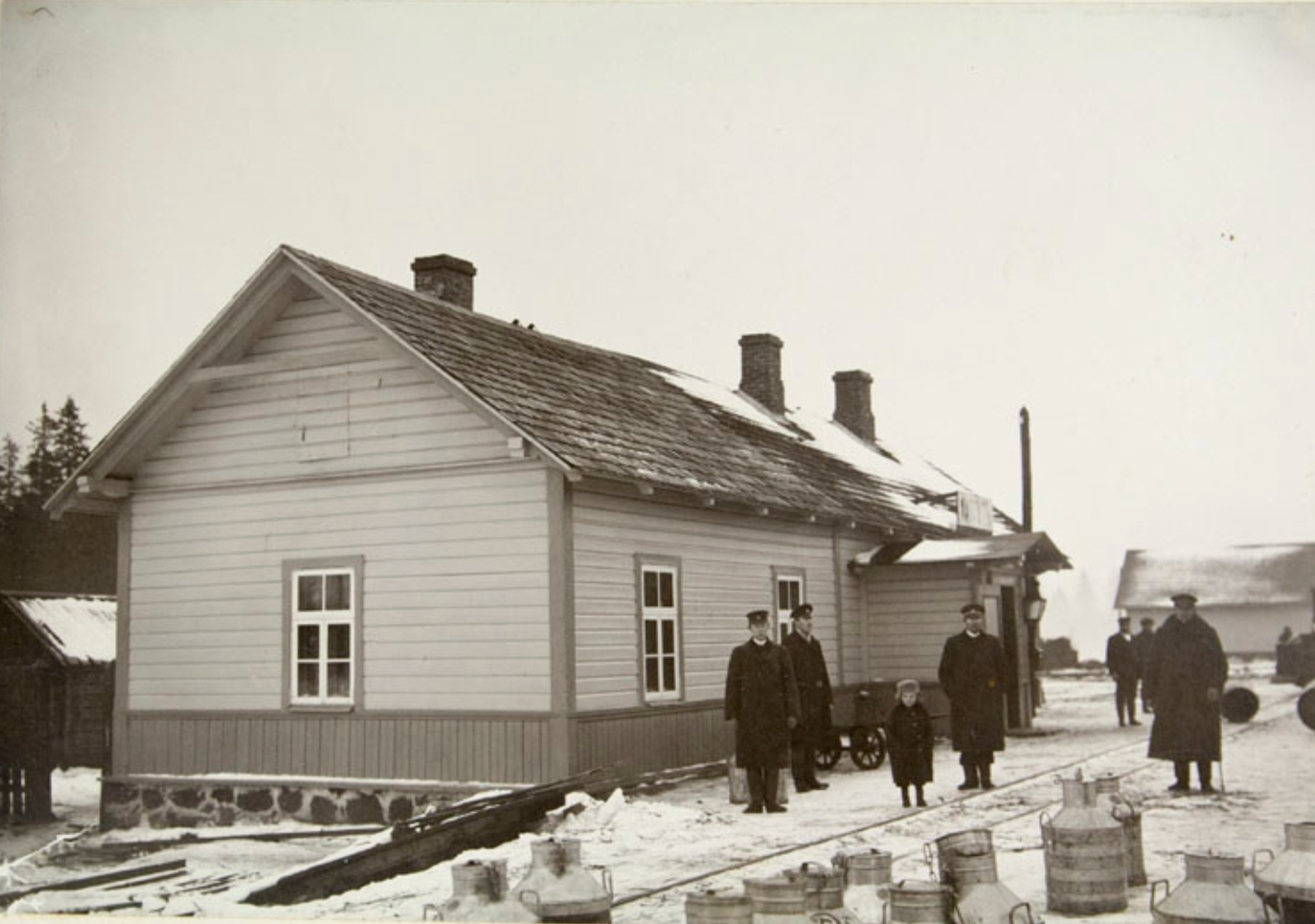
budynek stacyjny w czasach carskich